# 비유동자산
비유동자산(非流動資產) 또는 고정자산(固定資産, fixed asset)은 1년 이상의 장기간에 걸쳐 기업 내에 체류하는 자산이다.
비유동자산은 크게 투자자산, 유형자산, 무형자산, 기타비유동자산으로 구분된다.
비유동자산의 경우 고정자산이라는 용어도 사용했는데, 2007년 국제회계기준(IFRS)을 도입하면서 일본식 회계 용어를 퇴출시킨 후부터 비유동자산이라는 용어를 사용한다. 중국에서는 고정(固定)자산으로 칭한다.

## 같이 보기
- 감가상각